# Luís Vieira Caldas
Luís Vieira Caldas (Lisboa, 17 de dezembro de 1926 — Lisboa, 30 de junho de 2012) foi um lutador e árbitro olímpico português.
Vieira Caldas foi campeão nacional durante mais de dez anos, atleta e árbitro olímpico, chefe de delegação da comitiva olímpica e fez parte da comissão executiva do Comité Olímpico de Portugal.
Muitos dos anos em que competiu em Portugal foram como atleta do Ginásio Clube Português.

## Biografia
Luís Vieira Caldas nasceu em Lisboa em 1926. Filho de pai desportista (Humberto Vieira Caldas), depressa se iniciou ainda criança no Ginásio Clube Português na modalidade de ginástica geral e à de aparelhos. Nessa mesma altura, praticou também o remo, no Clube Naval de Lisboa. Foi aí que conheceu alguns dos amigos que o fizeram experimentar o atletismo e o râguebi no Sport Lisboa e Benfica. Na primeira dessas modalidades destacou-se como corredor de barreiras e lançador de dardo, sendo campeão nacional de juniores na última especialidade mencionada.
Já sénior decidiu-se encaminhar na modalidade em que alcançou maiores sucessos, a luta greco-romana, à qual estava já ligado por via do pai, que era treinador da modalidade, e do irmão, praticante da luta. No ano de 1960, aos seus 33 anos, foi pela primeira vez aos Jogos Olímpicos, desta vês nos de Roma, no torneio de luta greco-romana, categoria de maiores de 79 kg, tendo registado grandes sucessos.
Depois disso, participou em todos os Jogos Olímpicos que pôde, que o levou a converter-se no português com participação em maior número de funções nestes eventos, para além de atleta em 1960, foi chefe de equipa em 1968 (Cidade do México) e 1972 (Munique), chefe de missão em 1976 (Montréal), árbitro da luta em 1980 (Moscovo) e 1988 (Seul), para além disso, foi ainda comentador televisivo em várias edições dos Jogos Olímpicos. Em 1980, quando foi árbitro dos Jogos Olímpicos de Moscovo, foi o primeiro português, de todas as modalidades, a participar nuns Jogos Olímpicos na condição de "juiz".
Grande atleta de várias modalidades, árbitro de luta, juiz de ginástica, dirigente do Comité Olímpico de Portugal e das federações de ginástica, halterofilismo e luta greco-romana, Luís Vieira Caldas ganhou em 1999, do Governo Português, a Medalha de Mérito Desportivo, pela sua dedicação ao desporto nacional, o que ilustra os mais elevados valores olímpicos.
O falecimento de Luís Vieira Caldas, a 30 de Junho de 2012, não só deixou mais pobre o desporto português, mas também o Movimento Olímpico e todos os que tiveram o prazer de o conhecer, de aqueles que agora lhe guardam a memória inapagável dos seus dias neste mundo.

### Cronologia
1960 – Jogos Olímpicos de Roma – Atleta – Luta Greco-Romana – 79 kg – 21º classificado
1968 – Jogos Olímpicos do México – Chefe de Equipa
1972 – Jogos Olímpicos de Munique – Chefe de Equipa
1976 – Jogos Olímpicos de Montreal - Chefe de Missão
1980 – Jogos Olímpicos de Moscovo – Árbitro Internacional de Categoria Excepcional Primeiro Árbitro português de todas as modalidades a participar nuns Jogos Olímpicos
1981 – Medalha de Bons Serviços Desportivos
1981/1982 – Presidente da FPLA (Federação Portuguesa de Lutas Amadoras)
1985 – Homenageado do Ano FPLA (Federação Portuguesa de Lutas Amadoras)
1987 – Sócio de Mérito da FPLA (Federação Portuguesa de Lutas Amadoras)
1987 – Medalha de Ouro da FPLA (Federação Portuguesa de Lutas Amadoras)
1988 – Jogos Olímpicos de Seul – Árbitro Internacional de Categoria Excepcional
1999 – Medalha de Mérito Desportivo